# Falsilunatia ambigua
Falsilunatia ambigua är en snäckart som först beskrevs av Suter 1913.  Falsilunatia ambigua ingår i släktet Falsilunatia och familjen borrsnäckor. Inga underarter finns listade i Catalogue of Life.